# Kärntner Brillenschaf
Das Kärntner Brillenschaf, früher auch Seeländer Rasse oder auch Seeländerschaf genannt, ist eine seit dem 18. Jahrhundert bekannte Haustierrasse aus Slowenien (ehemals Kaisertum Österreich). Seinen Namen hat es von den schwarz gefärbten Ringen um die Augen. Des Weiteren sind auch die Ohren von den Spitzen her schwarz gefärbt. Die Schafrasse wird in Österreich, Deutschland, Slowenien – dort unter dem Rassenamen „Jezersko-solčavska ovca“ – und Italien gezüchtet.
Das Brillenschaf existiert in zwei Hauptvarianten in Deutschland und Österreich. Beide zählen zu den gefährdeten Haustierrassen. Der deutsche Stamm ist stärker vom italienischen Bergamasca-Schaf beeinflusst, die österreichische Variante nur geringfügig; das ehemalige Paduaner Schaf dürfte einen großen Einfluss gehabt haben.
Eine verwandte Unterform ist das Villnösser Brillenschaf aus Südtirol.

## Bestandsentwicklung und Gefährdung
Einige Organisationen kümmern sich intensiv um die Erhaltung, so in Österreich die Arche Austria (Verein zur Erhaltung seltener Nutztierrassen) und der 1995 gegründete „Verein der Kärntner Brillenschafzüchter Alpen-Adria“ im Schaf- und Ziegenzuchtverband Kärnten. Der österreichische Bestand geht auf 17 weibliche und 6 männliche Schafe zurück. In Österreich ist die Zahl der Zuchten im Jahr 2024 auf etwa 200 mit mehr als 5.000 Zuchttieren gestiegen.
In Deutschland ist die Zahl der weiblichen Zuchttiere des Jahres 1997 mit 273 und die der männlichen mit 21 auf den Stand von 933 weibliche und 71 männliche Zuchttiere im Jahr 2019 gestiegen, sank aber 2023 wieder auf 688 weibliche und 42 männliche Zuchttiere. Dies war der Anlass, das Brillenschaf in die Kategorie „Erhaltungspopulation“, der höchsten Gefährdungskategorie, durch die BLE einzustufen. Das Kärntner Brillenschaf wurde 1984 von der Gesellschaft zur Erhaltung alter und gefährdeter Haustierrassen (GEH) zur Gefährdeten Nutztierrasse des Jahres erklärt. Seit dem Jahre 1984 wird mit dieser Auswahl von der GEH besonders dringlich auf diejenigen heimischen Nutztiere hingewiesen, die es wegen der Agrarbiodiversität zu erhalten gilt, um diese genetische Reserve auch zukünftig zur Verfügung zu haben. Mit Stand 2024 ist diese Schafrasse in der Kategorie I der Liste gefährdeter Nutztierrassen als „extrem gefährdet“ eingestuft. Die GEH hat einen Betreuer für diese Schafrasse berufen.
In Deutschland kümmert sich auch die 1999 in Saaldorf gegründete „Arbeitsgemeinschaft Brillenschaf“ um die Erhaltung dieser seltenen Rasse. In Bayern und in Nordrhein-Westfalen wird die Zucht dieser Schafrasse finanziell gefördert.